# Српски етнографски зборник
Српски етнографски зборник је академски часопис који издаје Српска академија наука и уметности. Основан је 1894. на предлог академика Стојана Новаковића. Издао је научну серију етнографских радова под називом "Насеља и пореклo становништва" (раније "Насеља српских земаља"). Часописом тренутно руководи Етнографски институт САНУ, који поред СЕЗ издаје и свој Гласник. Само оснивање Етнографског института 1947. везује се за наставак радова на серији "Насеље и порекло становништва", у издању Српског етнографског зборника.